# Восход солнца в Кампобелло
«Восход солнца в Кампобелло» (англ. Sunrise at Campobello) — биографический фильм о президенте США Франклине Делано Рузвельте, основанный на событиях августа 1921 года, когда Рузвельт в возрасте 39 лет был парализован. Основан на одноимённой бродвейской постановке Винсента Донехью. Спродюсирован в сотрудничестве с семьей Рузвельта.

## В ролях
| Актёр          | Персонаж                 |
| -------------- | ------------------------ |
| Ральф Беллами  | Франклин Делано Рузвельт |
| Грир Гарсон    | Элеонора Рузвельт        |
| Энн Шоумэйкер  | Сара Рузвельт            |
| Хьюм Кронин    | Луис Хоу                 |
| Фрэнк Фергюсон | доктор Беннетт           |
| Лайл Тэлбот    | мистер Бриммер           |

## Награды
Грир Гарсон была номинирована и получила «Золотой глобус» за лучшую женскую роль
Фильм был номинирован на Оскар в 4 номинациях и ни в одной не взял приз.
- Лучшая Актриса: Грир Гарсон
- За лучшую постановку: Art Direction: Edward Carrere; Set Decoration: George James Hopkins
- Лучший дизайн костюмов): Marjorie Best
- Лучший звук: Warner Bros. Studio Sound Department, George Groves, Sound Director

Фильм открывал Второй московский кинофестиваль.